# Rastrelliger kanagurta

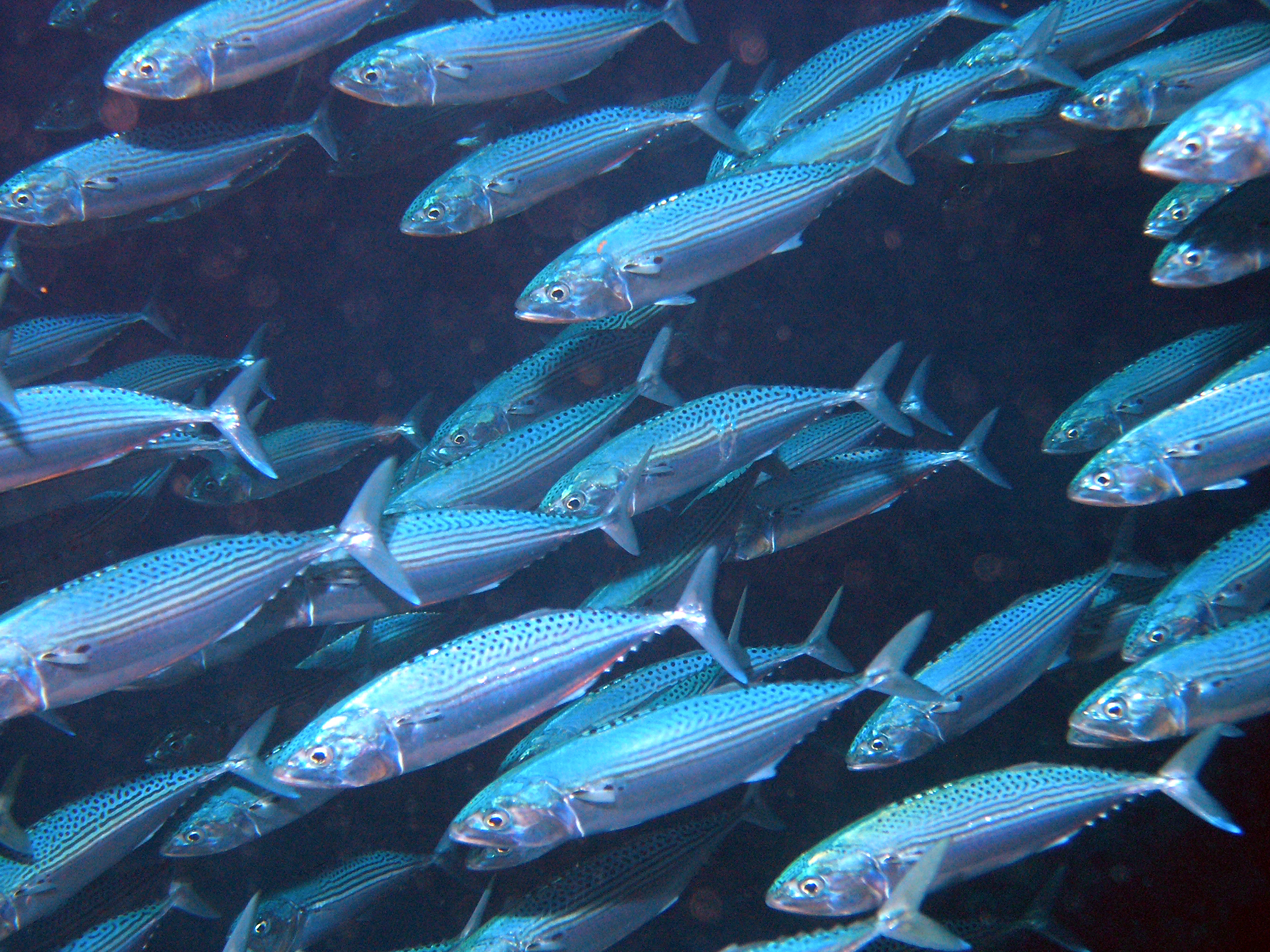
Cardumen.

Rastrelliger kanagurta es una especie de peces de la familia Scombridae en el orden de los Perciformes.

## Morfología
Los machos pueden llegar alcanzar los 35 cm de longitud total.

## Distribución geográfica
Se encuentra desde el Mar Rojo y el África Oriental hasta Indonesia, las Islas Ryukyu, China, Australia, Melanesia  y Samoa. Recientemente ha penetrado en el Mediterráneo Oriental a través del Canal de Suez.